# Pedro da Fonseca
Pedro da Fonseca (1528, Proença-a-Nova - 1599, Lisboa) fou un filòsof i teòleg jesuïta portuguès. Fou catedràtic de filosofia a la Universitat de Coïmbra. Fou professor de grec i àrab i la seva erudició va produir una sèrie d'idees en relació amb els afers desenvolupats per Tomàs d'Aquino i Aristòtil. Les seves obres principals tracten sobre lògica i metafísica.

## Obres
- Institutiones dialectica (1564)
- Commentarium in Aristotelis Metaphysicam (1589)